# Hans Walgenbach
Hans Gerard (Hans) Walgenbach (Landstuhl, 8 augustus 1945) is een Duits-Nederlands schilder, tekenaar, schrijver, en voormalig directeur van het Historisch Museum Rotterdam.

## Levensloop
Walgenbach studeerde aan de Academie voor Beeldende Kunsten in Rotterdam op de afdeling tekenen en schilderen van 1962 tot 1968, waar hij een leerling was van Henk de Vos. Nadien vestigde hij zich als kunstschilder in Rotterdam.
In de jaren 1960 en 1970 maakte Walgenbach enige naam als schilder. Zo ontwierp hij in 1966 een fleurige wandschildering voor de zomermanifestatie Jeugdland in de Energiehal in Rotterdam. In 1973 had hij met zijn hyperrealistische werk een opmerkelijke expositie in kunstzaal Zuid in Rotterdam samen met Hans Wap.
Halverwege de jaren 1970 was Walgenbach medeoprichter van de artoteek van het Centrum Beeldende Kunst in Rotterdam, waar hij aan het werk bleef. In 1984 organiseerde hij hier samen met Dienke Baart een popmarathon.
In 1989 werd hij aangesteld als waarnemend directeur van het Centrum Beeldende Kunst, en was daar van 1991 tot 2000 directeur, waarna hij aldaar werd opgevolgd door Ove Lucas. In die tijd, in 1995, was hij samen met Kees Verschuren gastconservator bij een kunstbeurs in het Stedelijk Museum Schiedam. Hij werkte mee aan de totstandkoming van het Gemaal op Zuid, en in 2000 aan de fusie tot Stichting WORM.
Van het jaar 2000 tot 2012 was Walgenbach verder directeur van het Historisch Museum Rotterdam. Onder zijn regime wijzigde men de naam van het museum in Museum Rotterdam. In 2013 opende hij zelf een boekhandeltje met een tentoonstellingsruimte in de Gouwstraat in de Rotterdamse wijk Charlois.

## Werk

### Ommezwaai naar het ambachtelijke naar het conceptuele in de kunst
In zijn tijd aan de Rotterdamse kunstacademie was Walgenbach getuige van een transformatie van het kunstonderwijs. Dit voltrok zich in de tijd dat Pierre Janssen aldaar in 1965 aantrad als directeur. Walgenbach (2012) vertelde hierover:
Ik heb zowel de periode voordat Pierre Janssen directeur werd, als de periode erna, meegemaakt. In de eerste jaren was het een vrij schoolse opleiding. Er werd veel nadruk gelegd op het stap voor stap verwerven van ambachtelijke vaardigheden, zoals het tekenen van een portret en een stilleven..."
Met het aantreden van Janssen en de wijzigende tijdsgeest verschoof de aandacht van het ambachtelijk werken naar het aanleren van een manier van denken. Over het belang hiervan vertelde Walgenbach verder: 
Ik heb geleerd om een concept te ontwikkelen, maar ook om het te realiseren. Deze combinatie van theorie en praktijk heeft mij heel veel opgeleverd. Het is volgens mij ook de grote kracht van kunstopleidingen. Want er zijn miljoenen mensen op de wereld die allerlei ideeën hebben, maar je moet ze ook kunnen uitvoeren. En die mensen zijn er een stuk minder. Maar kunstenaars kunnen dat...!

### Kunstenaarschap en Centrum Beeldende Kunst
In de jaren 1970 verschoof Walgenbach zijn aandacht van de kunstproductie naar het adviseren en organiseren in de kunst. In een interview uit 2012 zei hij hier zelf over:  
Het kunstenaarschap is geen lolletje. Je begint elke dag met een wit vel en gaat iets maken waar niemand op zit te wachten. De maatschappelijke respons op je werk is gering en er is weinig waardering. Om dat vol te houden heb je een sterke drive nodig en die had ik niet. Ik vond het leuk om dingen te organiseren en rolde van het een in het ander...
Op voorspraak van Walgenbach en met hulp van de Rotterdamse Kunststichting werd in 1975 de Artotheek Rijnmond geopend aan de Voorhaven in Delfshaven, en verhuisde zeven jaar later naar de Nieuwe Binnenweg. De artotheek werd een succes verklaarde Walgenbach (1983):  
... Sinds wij verhuisd zijn van de Oude Haven in Delfshaven naar hier aan de Nieuwe Binnenweg is ons abonneebestand met zestig procent gestegen. Gebleken is dat de belangstelling voor kunst bij mensen aan het toenemen is. De CBK speelt daarin een belangrijke rol. De opzet van het Centrum Beeldende Kunst om het grote publiek meer bij de kunst te betrekken en drempels weg te nemen, slaagt bijzonder goed. Meestal komen paren hier binnen om gezamenlijk een kunstwerkje uit te zoeken, wat ze dan voor drie tot zes maanden een mooi plaatsje mogen geven bij hen thuis. (Abonnement kost ƒ50 per jaar.) Vooral jongeren in de leeftijd tussen 30 en 45 jaar gaan steeds meer tot kunstlenen over en ook de aankopen stijgen...
In het jaar 1982 werden er in de Regio Rijmond zo'n 15.000 kunstwerken door de Artotheek uitgeleend.

### Het kunstdebat en voorzieningen voor de kunst en kunstenaars
In de jaren tachtig raakte Walgenbach betrokken bij het maatschappelijk debat rond de verschraling van overheidsvoorzieningen voor de kunsten. Enerzijds werden er op dit gebied meer expliciete maatschappelijke vereisten geformuleerd. Zo stelde in die tijd toenmalig minister van Cultuur, Recreatie en Maatschappelijk Werk Harry van Doorn (1984):   
Kunstenaars moeten zich richten op het maatschappelijk functioneren van hun werkzaamheden... Kunst moet de alledaagse werkelijkheid doorbreken.
Er werd ook gesteld, dat kunst waarden diende over te dragen, een voorbeeldfunctie diende te vervullen, vernieuwing diende te initiëren, en een standpunt diende in te nemen. Aan de andere kant waren de voorbereiding tot afschaffing van de Beeldende Kunstenaars Regeling in volle gang, en werden andere bezuinigingen doorgevoerd. De toenmalige directeur van het CBK Rotterdam, Gerrit Schilder, en Hans Walgenbach benadrukten hierin tegen het maatschappelijk belang van de kunsten. Zo stelde Walgenbach (1984): 
Echte topkunst bestaat niet zonder die enorme voet eronder. Als al die duizenden expressionisten er niet waren geweest, dan was Picasso ondenkbaar geworden. Iemand die goed verdient op de vrije markt, en dat zijn waarschijnlijk Brinkmans topkunstenaars, is voor mij nog geen topkunstenaar. De mensen die voor mij interessant zijn, zijn de kunstenaars die met nieuwe ontwikkelingen bezig zijn. Mooie plaatjes schilderen voor de geldbeleggers kan iedereen wel...
Walgenbach maakte zich zorgen over de verarming van de autonome kunsten door het wegvallen van goede voorzieningen. Zo stelde hij ook:
Goede kunst is iets dat nooit inspeelt op directe behoeftes, maar blijvende waarde heeft, in tegenstelling tot commerciële kunst. Goede kunst doet telkens een stapje verder. Kunst draagt bij tot de kwaliteit van het denken van de mensen. Ik ken zo gauw geen betere definitie van kunst. Als dat proces verdwijnt is er sprake van een grote verarming voor de stad.

## Publicaties
- Hans Walgenbach. De collectie : Henk Bruintjes [SL], 1988.

## Exposities, een selectie
- 1969. Salon van de Maassteden, Stedelijk Museum Schiedam.
- 1973. Hans Walgenbach en Hans Wap, Expositiezaal Zuid Rotterdam.[4]
- 1973. Galerie S.O.K. Rotterdam.
- 1972. Net echt, Expositiezaal De Doelen, Rotterdam.[15]
- 1979. De Egel Rotterdam.
- 1980. Zes Rotterdamse tekenaars. Galerie Glène Riepe, Groningen. Groepsexposite samen met Arie de Groot, Sjef Henderieckx, Age Klink, Ton Orth, en Guido de Waart.[16]